# Allittia
Allittia, maleni rod glavočika s jugoistoka Australije i otoka Tasmanije. Rod je opisan 2004. godine kad su iz roda Brachyscome izdvojene dvije vrste trajnica i uključene u ovaj novi rod. Tipična je Brachyscome cardiocarpa F.Muell. ex Benth., vernakularno poznata kao »Swamp Daisy« (močvarna tratinčica).
Global Compositae Database rod Allitia tretira kao sinonim za Brachyscome.

## Vrste
1. Allittia cardiocarpa (Benth.) P.S.Short
2. Allittia uliginosa (G.L.Davis) P.S.Short

## Vanjske poveznice
- VicFlora Flora of Victoria